# Na Górach Jeziorowych
Na Górach Jeziorowych – przysiółek wsi Bałków w Polsce, położony w województwie świętokrzyskim, w powiecie włoszczowskim, w gminie Radków.
Przysiółek należy do sołectwa Bałków.
W latach 1975–1998 przysiółek administracyjnie należała do województwa częstochowskiego.